# Diadegma angulator
Diadegma angulator là một loài tò vò trong họ Ichneumonidae.